# Rei Kawakubo
Rei Kawakubo (jap. 川久保 玲 Kawakubo Rei; ur. 11 października 1942 w Tokio) – japońska projektantka mody, swoją działalność prowadzi w Tokio i w Paryżu. Jest założycielką Comme des Garçons (CDG) oraz Dover Street Market. Znana ze swoich awangardowych projektów ubrań, wpływowa projektantka końca XX wieku.

## Młodość i życie prywatne
Rei Kawakubo urodziła się w Tokio. Studiowała sztukę na Uniwersytecie Keio (1964). Po raz pierwszy spotkała się z twórczością modową, gdy w 1964 roku podjęła pracę w dziale reklamy w koncernie chemicznym Asahi Kasei. W 1967 roku opuściła firmę i została niezależną stylistką.
W latach 80. i 90. Kawakubo była związana z innym projektantem mody, Yohji Yamamoto. W 1992 roku poślubiła Adriana Joffe’a, aktualnego dyrektora Comme des Garçons i Dover Street Market.

## Początki kariery
W 1969 Kawakubo założyła w Tokio swoją pierwszą własną markę Comme des Garçons, a w 1975 roku otworzyła pierwszy butik. Początkowo jej projekty i kolekcje obejmowały ubrania damskie, jednak w 1978 roku dodała linię męską do swoich kolekcji. Trzy lata później zaczęła prezentować swoje kolekcje w Paryżu. Comme des Garçons od początku cechowało się stylem awangardowym, abstrakcją i dekonstrukcją formy ubioru.

## Działalność
W latach 80. jej projekty skupiały się głównie wokół czerni, szarości i bieli. Czerń, która w tamtym czasie stanowiła kolor przewodni marki sprawiła, że japońskie media zaczęły nazywać fanów Kawakubo krukami. Kawakubo tworzy modne i wygodne projekty, które w myśl nazwy swojej marki CDG mają być „jak dla chłopców” (z franc. comme des garçons). W latach 80. nastąpił rozkwit marki, na terenie Japonii funkcjonowało łącznie sto pięćdziesiąt sklepów z osiemdziesięcioma pracownikami i rocznym przychodem w wysokości 30 milionów dolarów.
Projekty Kawakubo oscylują wokół abstrakcji, materiałów asymetrycznie owiniętych wokół ciała, niedoszytych części, dziur pośrodku ubrań. Gdy w 1981 Kawakubo zadebiutowała na paryskim pokazie mody, dziennikarze i krytycy określili jej styl mianem „Hiroshima chic”.
Oprócz bycia projektantką, Kawakubo była też bardzo zaangażowana w projektowanie graficzne, marketing i wystrój wnętrz swoich sklepów, ponieważ wierzyła, że te wszystkie elementy łączą się mocno ze sobą.
Na początku lat 90. Kawakubo wydawała ukazujący się dwa razy w roku magazyn „Six”, który zawierał jej sezonowe kolekcje ubrań. Nazwa magazynu nawiązywała do „szóstego” zmysłu, a jego treści w dużej mierze dotyczyły sztuki współczesnej i mody. Większość egzemplarzy zawierała jedynie ilustracje i fotografie, w tym takich fotografów modowych jak Bruce Weber i Peter Lindbergh. CDG wydało 8 numerów magazynu, a ostatni ukazał się w 1991 roku.
Dzięki Adrianowi Joffe marka CDG rozwinęła się w nowych kierunkach. W 1994 roku wydała pierwszą linię perfum, a jednym z najbardziej niekonwencjonalnych i zaskakujących zapachów był Odeur 53 (nazywany abstrakcyjnym „anty-zapachem”). W 2004 roku CDG pojawiły się w wielu miejscach na świecie sklepy pop-up, które były otwierane jedynie na rok. W 2008 roku marka zaprzestała otwierania sklepów pop-up, gdy stało się to coraz modniejsze i powszechniejsze.
W kontrze do swojej ekskluzywnej i drogiej marki CDG, Rei Kawakubo zdecydowała się stworzyć bardziej dostępne i komercyjne linie ubrań, w tym Play (2002), specjalną linię we współpracy z H&M (2008) i Black (2009).
Kawakubo i Joffe stworzyli również dom towarowy tzw. high-fashion Dover Street Market. Jego koncept opierał się na promowaniu wielu utalentowanych marek alternatywnych, utrzymanych w stylu CDG. Najpierw otworzyli sklep w Londynie w 2004 roku, później w: Tokio, Pekinie, Nowym Jorku i Los Angeles.
Na podstawie wyglądu Kawakubo oraz Edith Head była wzorowana postać Edny Mode z filmu Iniemamocni.

## Nagrody i odznaczenia
Kawakubo otrzymała nagrodę od Fashion Group International w 1986 roku, a także nagrodę Excellence in Design Award od Harvard University Graduate School of Design w 2000 roku. W 1993 roku została odznaczona przez rząd francuski Orderem Sztuki i Literatury (klasa Kawaler). Została laureatką Nagrody Asahi za 2002 rok.
Jej projekty znalazły się na wielu wystawach, między innymi Mode et Photo, Comme des Garçons w muzeum Pompidou w Paryżu (w 1986 roku), Three Women: Madeleine Vionnet, Claire McCardell, and Rei Kawakubo w Fashion Institute of Technology w Nowym Jorku (w 1987 roku), ReFusing Fashion: Rei Kawakubo w Detroit Institute of Arts w 2008 roku.
W 2017 roku Metropolian Museum of Art w Nowym Jorku poświęciło całą wystawę Rei Kawakubo/Comme des Garçons: Art of the In-Between twórczości projektantki. Eksponaty zostały ułożone tematycznie według ośmiu motywów: Fashion/Anti-Fashion, Design/Not Design, Model/Multiple, Then/Now, High/Low, Self/Other, Object/Subject oraz Clothes/Not Clothes.

## Galeria

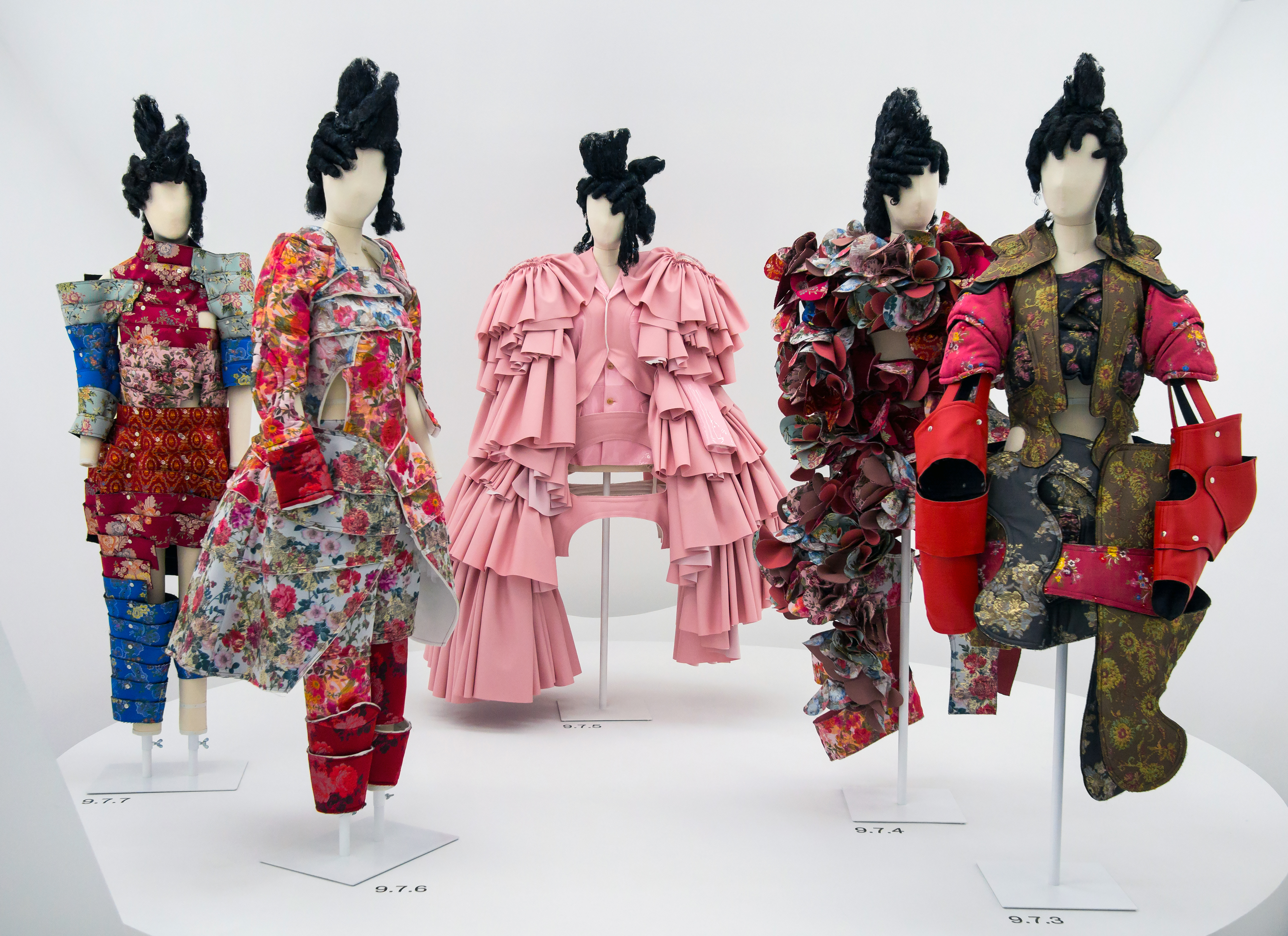
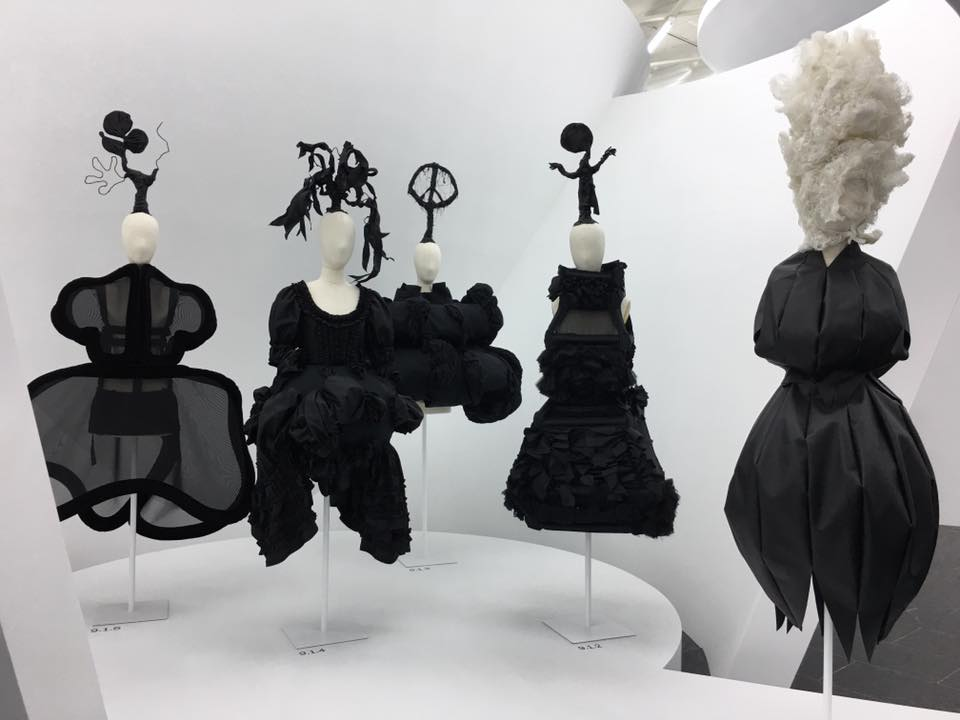
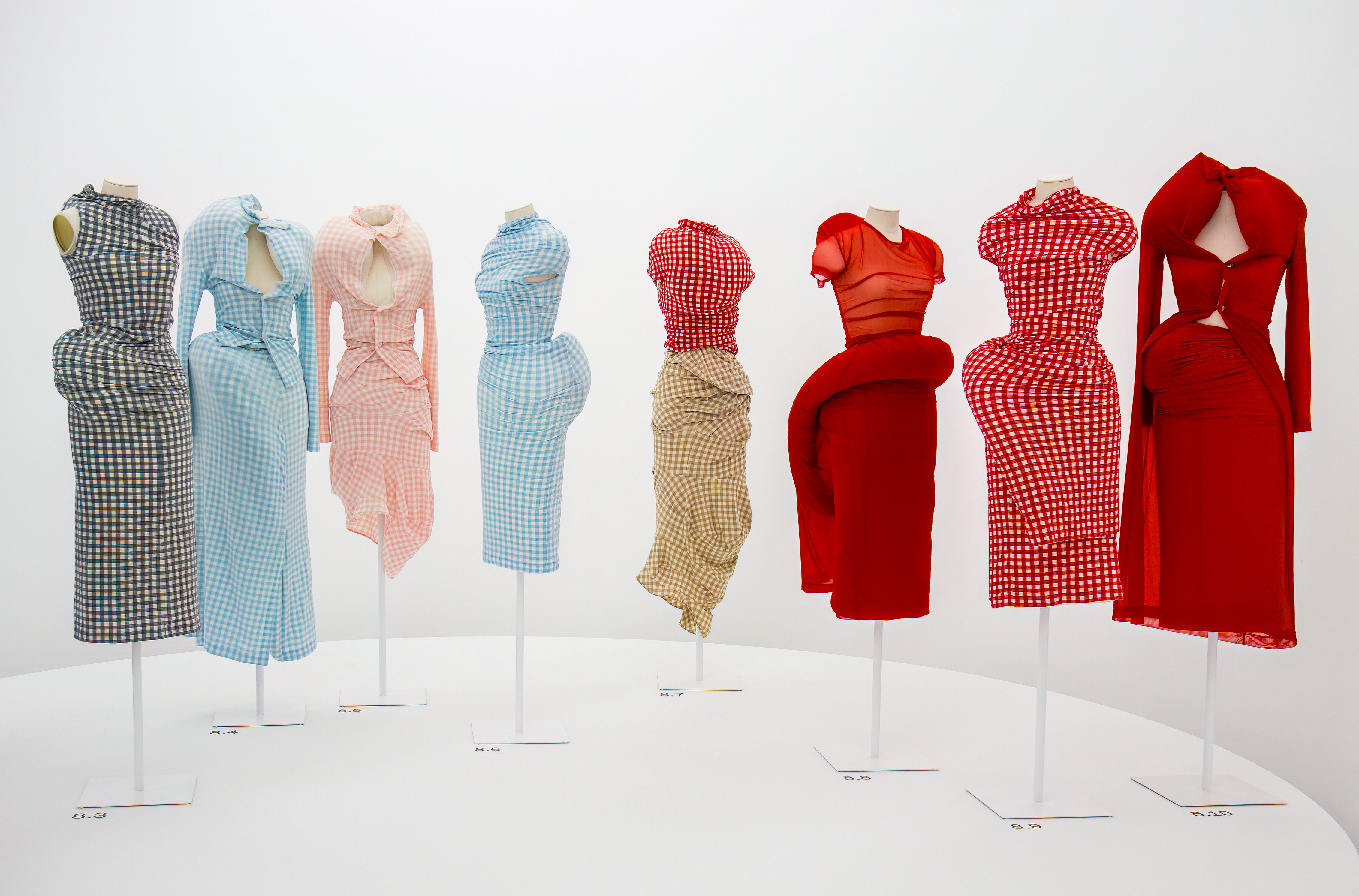
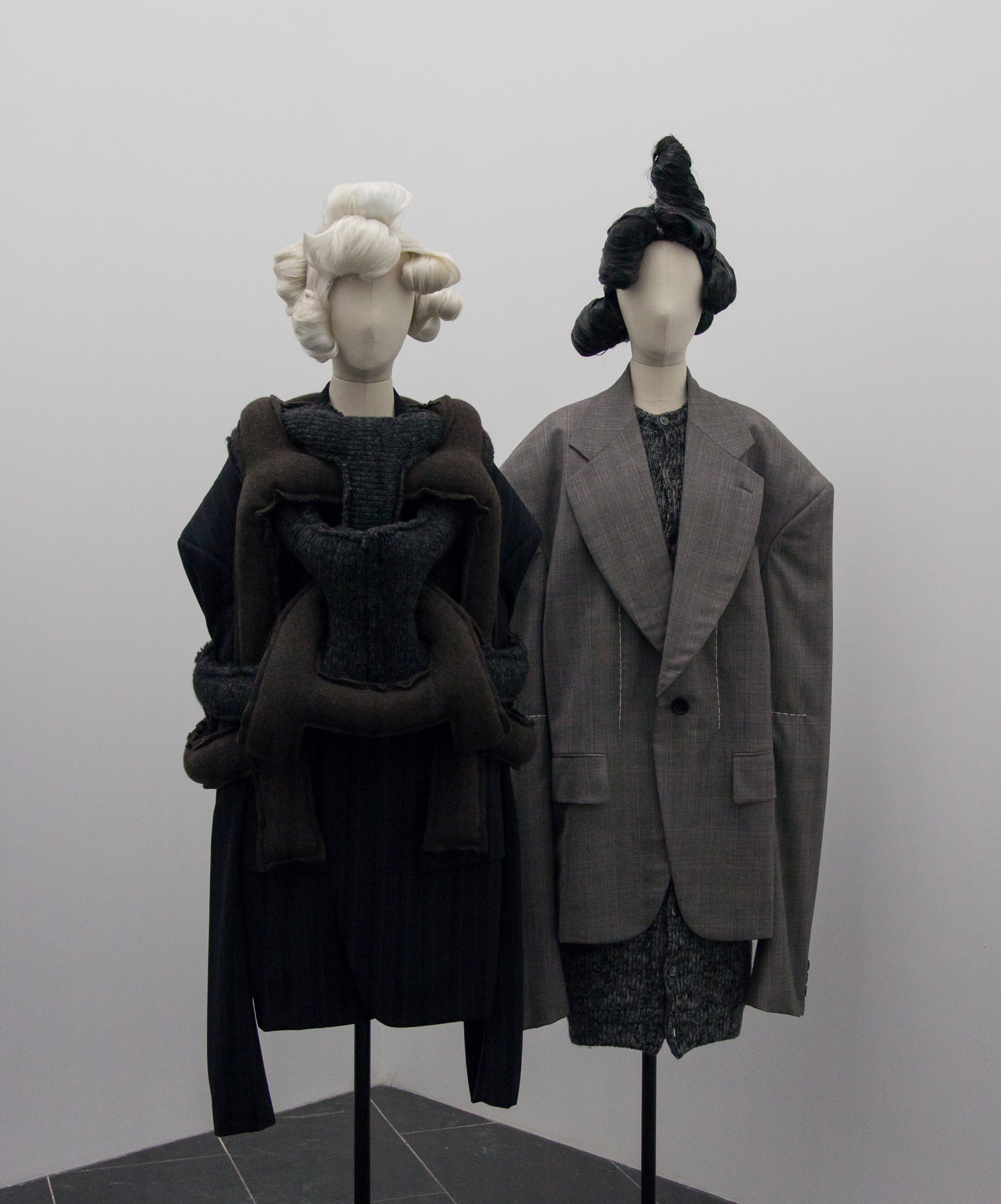
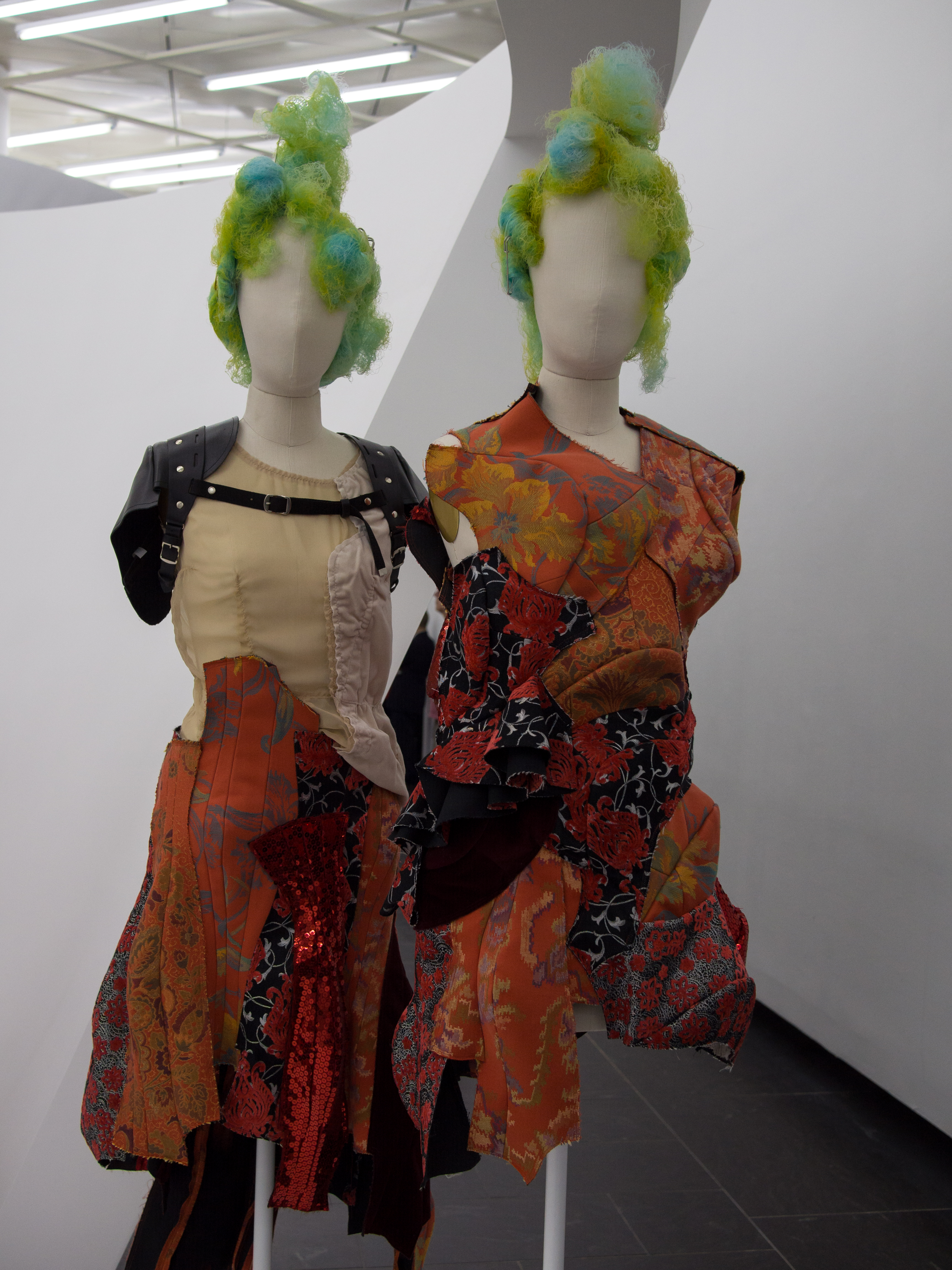